# Mustafa Abd as-Sajjid Jahja
Mustafa Abd as-Sajjid Jahja (arab. مصطفى عبدالسيد يحيي) – egipski zapaśnik walczący w stylu klasycznym. Srebrny medalista igrzysk afrykańskich w 1978 roku.